# Бельфор, Эд
Эдвард Джон (Эд) Бельфо́р (англ. Edward John "Ed" Belfour; род. 21 апреля 1965, Карман, Канада) — бывший канадский хоккеист, вратарь. Занимает пятое место в истории НХЛ по количеству побед среди вратарей (484) после Мартина Бродёра, Марка-Андре Флёри, Патрика Руа и Роберто Луонго.
Получил прозвище «Орёл» из-за того, что на шлеме Бельфора с обеих сторон была изображена эта птица.

## Биография
На драфте НХЛ не выбирался. 25 сентября 1987 года как свободный агент подписал контракт с «Чикаго Блэкхокс». 25 января 1997 года обменян в «Сан-Хосе Шаркс». 2 июля 1997 года как свободный агент подписал контракт с «Даллас Старз». 2 июля 2002 года как неограниченно свободный агент подписал контракт с «Торонто Мейпл Лифс». 25 июля 2006 года как неограниченно свободный агент подписал контракт с «Флоридой Пантерз».

## Награды
- Колдер Трофи, 1991 («Чикаго Блэкхокс»)
- Уильям М. Дженнингс Трофи, 1991 («Чикаго Блэкхокс»)
- Везина Трофи, 1991 («Чикаго Блэкхокс»)
- Уильям М. Дженнингс Трофи, 1993 («Чикаго Блэкхокс»)
- Везина Трофи, 1993 («Чикаго Блэкхокс»)
- Уильям М. Дженнингс Трофи, 1995 («Чикаго Блэкхокс»)
- Уильям М. Дженнингс Трофи, 1999 («Даллас Старз»)
- Обладатель Кубка Стэнли, 1999 («Даллас Старз»)
- Роджер Крозье Эворд, 2000 («Даллас Старз»)
- Олимпийский чемпион, 2002 (Сборная Канады)
- Участник матча «Всех звёзд» НХЛ (6 раз)

## Статистика
```
Season   Team                        Lge    GP   Min   GA  EN SO   GAA   W   L   T   Svs    Pct
-----------------------------------------------------------------------------------------------
1982-83  Carman Collegiate           USHS    0     0    0   0  0  0.00   0   0   0     0  0.000
1983-84  Winkler Flyers              MJHL   14   818   68   0  0  4.99   0   0   0     0  0.000
1984-85  Winkler Flyers              MJHL   34  1974  145   0  1  4.41   0   0   0     0  0.000
1985-86  Winkler Flyers              MJHL   33  1943  124   0  1  3.83   0   0   0     0  0.000
1986-87  U. of North Dakota          NCAA   33  2049   81   0  3  2.43  29   4   0   876  0.915
1987-88  Saginaw Hawks               IHL    61  3446  183   0  0  3.19  32  20   5     0  0.000
1988-89  Chicago Blackhawks          NHL    23  1148   74   1  0  3.87   4  12   3   530  0.877
1988-89  Saginaw Hawks               IHL    29  1760   92   2  0  3.10  12  10   6     0  0.000
1989-90  Canadian National Team      Intl   33  1808   93   0  0  3.08   0   0   0     0  0.000
1990-91  Chicago Blackhawks          NHL    74  4127  170   3  4  2.47  43  19   7  1713  0.910
1991-92  Chicago Blackhawks          NHL    52  2928  132   4  5  2.70  21  18  10  1109  0.894
1992-93  Chicago Blackhawks          NHL    71  4106  177   1  7  2.59  41  18  11  1703  0.906
1993-94  Chicago Blackhawks          NHL    70  3998  178   0  7  2.67  37  24   6  1714  0.906
1994-95  Chicago Blackhawks          NHL    42  2450   93   4  5  2.28  22  15   3   897  0.906
1995-96  Chicago Blackhawks          NHL    50  2956  135   3  1  2.74  22  17  10  1238  0.902
1996-97  Chicago Blackhawks          NHL    33  1966   88   4  1  2.69  11  15   6   858  0.907
1996-97  San Jose Sharks             NHL    13   757   43   1  1  3.41   3   9   0   328  0.884
1997-98  Dallas Stars                NHL    61  3581  112   1  9  1.88  37  12  10  1335  0.916
1998-99  Dallas Stars                NHL    61  3536  117   0  5  1.99  35  15   9  1256  0.915
1999-00  Dallas Stars                NHL    62  3620  127   6  4  2.10  32  21   7  1571  0.919
2000-01  Dallas Stars                NHL    63  3687  144   2  8  2.34  35  20   7  1508  0.905
2001-02  Dallas Stars                NHL    60  3467  153   3  1  2.65  21  27  11  1458  0.895
2002-03  Toronto Maple Leafs         NHL    62  3738  141   4  7  2.26  37  20   5  1675  0.922
2003-04  Toronto Maple Leafs         NHL    59  3444  122   2 10  2.13  34  19   6  1361  0.918
2005-06  Toronto Maple Leafs         NHL    49  2897  159   2  0  3.29  22  22   4  1317  0.892
2006-07  Florida Panthers            NHL    58  3289  152   2  1  2.77  27  17  10  1398  0.902
2007-08  Leksands IF                SWE-2   20     0   58   0  0  2.03   0   0   0     0  0.000

Lge — лига, в которой выступал игрок.
GP — сыгранные матчи.
Min — минуты, проведённые на поле.
GA — пропущенные шайбы.
EN — голы, забитые в пустые ворота.
SO — матчи на «ноль» (без пропущенных шайб).
GAA — среднее число пропускаемых за матч шайб.
W, L, T — количество побед, поражений и ничьих, одержанных командой с этим вратарём.
Svs — отражённые броски («сэйвы»).
Pct — процент отражённых бросков.

```